# Delta del Tigre
Delta del Tigre – miasto w Urugwaju; 19 tys. mieszkańców (2006). Przemysł spożywczy, ośrodek turystyczny.